# NGC 2296
NGC 2296 је рефлексиона маглина у сазвежђу Велики пас која се налази на NGC листи објеката дубоког неба.
Деклинација објекта је - 16° 54' 4" а ректасцензија 6h 48m 39,0s. Привидна величина (магнитуда) објекта NGC 2296 износи 12,8 а фотографска магнитуда 13,0. NGC 2296 је још познат и под ознакама IC 452, MCG -3-18-3, IRAS 06464-1650, CGMW 1-397, Molecular cloud, PGC 19643.